# آرام بادالیان
آرام هاکوبی بادالیان (ارمنی: Արամ Հակոբի Բադալյան؛  زادهٔ ۱۴ فوریهٔ ۱۹۵۸) سیاستمدار اهل ارمنستان است.

## زندگی‌نامه
وی در ۱۴ فوریهٔ ۱۹۵۸ ‏در ایروان به دنیا آمد و از دانشگاه پلی‌تکنیک ارمنستان (۱۹۷۵–۱۹۸۰) فارغ‌التحصیل گشت. همچنین برندهٔ جوایزی همچون نشان آنانیا شیراکاتسی شده است.

## یادداشت
1. ↑  Հայաստանի կառավարությանն անընթեր քաղաքաշինության պետական կոմիտեի նախագահի տեղակալ